# Martha Lucía Zamora
Martha Lucía Zamora Ávila (Bogotá, 1960) es una abogada colombiana formada en la Universidad Externado de Colombia y en la Universidad de Salamanca (España). Entre el 5 y el 29 de marzo de 2012 se desempeñó como fiscal general de la Nación encargada, luego de la renuncia de Viviane Morales. Ha sido catedrática de las universidades Sergio Arboleda y Santo Tomás. Secretaria general de la alcaldía de Bogotá durante el mandato de Gustavo Petro e investigadora de la Comisión Internacional contra la Impunidad en Guatemala. En agosto de 2022 fue nombrada como directora de la Agencia Nacional de Defensa Jurídica del Estado del gobierno de Gustavo Petro, cargo al cual renunció en diciembre de 2023.
También fue Procuradora Delegada ante la Sala Penal de la Corte Suprema de Justicia, Magistrada Auxiliar de la Sala Penal de la Corte Suprema de Justicia y de la Corte Constitucional.[cita requerida]
Su primer vínculo con la Justicia tiene origen en la Asamblea Nacional Constituyente en la que se desempeñó como Secretaria de la Comisión IV de Justicia.[cita requerida]

## Trayectoria profesional
Zamora tiene una larga trayectoria en el Poder Judicial. Un recorrido que emprendió desde que participó como secretaria de la Comisión de Justicia de la Asamblea Nacional Constituyente en 1991, cargo que le permitió conocer los pormenores del nacimiento de la Fiscalía, la Corte Constitucional, el Consejo Superior de la Judicatura y otras instituciones creadas en la nueva Carta Magna.[cita requerida]
Un año después, el magistrado Alejandro Martínez Caballero la llevó como magistrada auxiliar a la Corte Constitucional y allí fue promotora de varios fallos de tutela, como la sentencia que eliminó los chepitos, o la primera acción que ordenó a un colegio reintegrar a una niña embarazada. Asimismo, fue gestora de una sentencia clave que determinó las condiciones mínimas de reclusión en que debían estar los enfermos mentales.[cita requerida]
Luego se vinculó a la Fiscalía durante la gestión de Gustavo de Greiff y, de hecho, fue la primera mujer fiscal delegada ante la Corte Suprema de Justicia. El mismo cargo que desempeñó durante la gestión de los fiscales Alfonso Valdivieso y Alfonso Gómez Méndez. Por eso le correspondió instruir delicados procesos que en su momento despertaron mucha controversia.[cita requerida]
En 2001 renunció a su cargo en la Fiscalía; ese mismo año fue nombrada por el procurador General de la Nación, Edgardo Maya Villazón, como procuradora delegada ante la Corte Suprema de Justicia; ocupó este cargo hasta 2009 cuando Maya Villazón fue reemplazado como procurador General por Alejandro Ordóñez.
Posteriormente fue magistrada auxiliar de la Sala Penal de la Corte Suprema de Justicia, donde trabajó al lado del magistrado Iván Velásquez, reconocido por sus investigaciones a la parapolítica.

### Paso por la fiscalía
En enero de 2012 fue nombrada por la fiscal General Viviane Morales como asesora del despacho general de la Fiscalía. El 5 de marzo con la renuncia del vicefiscal Alejandro Martínez, Morales nombró a Zamora como vicefiscal; ese mismo día la Corte Suprema aceptó la renuncia de Viviane Morales como fiscal General y como reemplazo se posesionó Martha Lucía Zamora en calidad de encargada, hasta que la Corte eligiera al nuevo fiscal.
El 22 de marzo de 2012 la Corte Suprema eligió a Luis Eduardo Montealegre como fiscal General de la Nación, su posesión se realizó el 29 de marzo y Zamora pasó a ser nuevamente fiscal delegada ante la Corte Suprema.
La fiscal Zamora, asumió desde el 31 de mayo de 2012 la investigación que se adelanta contra las jóvenes estudiantes de la Universidad de los Andes, Laura Moreno y Jessy Quintero implicadas en el Caso Colmenares, después de que Antonio Luis González fuera removido por orden del fiscal general de la Nación, Luis Eduardo Montealegre Lynett. El 2 de octubre de 2012, asumió también la investigación que se adelanta contra el estudiante Carlos Cárdenas en el proceso  por su presunta participación y conocimiento en los hechos que rodearon la extraña muerte de Luis Andrés Colemares.
El 22 de abril de 2014 el fiscal general de la Nación, Luis Eduardo Montealegre Lynett aceptó la renuncia de Martha Lucía Zamora como  jefe de la unidad delegada ante la Corte Tras abandonar el ente investigador fue nombrada Secretaria General de Bogotá por el alcalde Gustavo Petro.

### Años posteriores
Tras finalizar su labor con el cambio de gobierno en la Alcaldía de Bogotá  en enero de 2016, fue elegida el día 28 del mismo mes como magistrada de la Sala Administrativa del Consejo Superior de la Judicatura.
Entre octubre de 2016 y julio de 2017 Zamora se desempeñó como Investigadora Legal Internacional de la Comisión Internacional Contra la Impunidad en Guatemala (CICIG), como una de las Instituciones de apoyo a la justicia de la Organización de Naciones Unidas (ONU).
En 2018 Zamora pasaría a ser secretaria ejecutiva de la JEP o Jurisdicción Especial para la Paz. En septiembre del mismo año fue acusada por la Fiscalía, en cabeza de Néstor Humberto Martínez, de supuestamente favorecer a unos excombatientes de las FARC. En el año 2022 se concluyó que las acusaciones eran falsas y fue declarada inocente, Zamora relató que sus comunicaciones privadas fueron interceptadas injustificadamente y que funcionarios de la Fiscalía allegados a Martínez trataron de desprestigiarla. El Tribunal Superior de Bogotá decreto la ilegalidad de la orden de interceptación, razón por la cual, la única conversación fue excluida del proceso. 
También la Sala Penal de la Corte Suprema de Justicia y la Comisión de Disciplina Judicial decretaron la Preclusión de la Investigación y el archivo, por inexistencia de los hechos y atipicidad de la conducta, por las denuncias hechas por el señor Sigifredo López Tobón, quien la había públicamente denunciado por una supuesta manipulación de testigos.
A partir del 24 de agosto de 2022 fue nombrada como directora general de la Agencia Nacional de Defensa Jurídica del Estado. Renunció a dicho cargo en diciembre de 2023 tras diferencias con el Canciller Álvaro Leyva. El 4 de abril de 2024 se posesionó como Magistrada Auxiliar de la Jurisdicción Especial para la Paz. 